# Samoa National League 1981
Samoa National League 1981, còn có tên là Upolo First Division, là mùa giải thứ 3 tỏng lịch sử Samoa National League, giải đấu cao nhất của Liên đoàn Bóng đá Samoa. SCOPA giành chức vô địch đầu tiên và Vaivase-tai giành chức vô địch thứ 3, hoàn thành chuỗi 3 chức vô địch liên tiếp.